# 15º Jamboree mondiale dello scautismo
Il 15º Jamboree mondiale dello scautismo si è tenuto a Kananaskis Country, Alberta in Canada fra il 4 e il 16 luglio 1983 fra le Montagne Rocciose. Il Jamboree vide la fine delle celebrazioni del 75º anniversario dello scautismo e il 125º anniversario della nascita di Robert Baden-Powell.